# Museum and Art Gallery of the Northern Territory
Das Museum and Art Gallery of the Northern Territory (MAGNT) befindet sich im Hafen von Darwin im Northern Territory in Australien. Es ist das bedeutendste Museum im Northern Territory, das im Stadtteil Fannie Bay von Darwin liegt und unter Aufsicht eines Ministeriums des Northern Territory steht, dem Department of Natural Resources, Environment, The Arts and Sport. Das Museum ist bekannt für seine umfangreiche Präparatesammlung und Sammlung von Kunstwerken der Aborigines.

## Geschichte
1964 erließ das Northern Territory Legislative Council in Darwin ein Gesetz zur Errichtung dieses Museums.
Das Museum sollte in der Old Town Hall in Darwins Stadtzentrum untergebracht werden, doch der Zyklon Tracy, der vom 24. bis zum 25. 1974 wütete, zerstörte das fast fertig renovierte Gebäude. Am 10. September 1981 wurde das neue Museum an seinem heutigen Ort eröffnet. Erweitert wurde das Museum 1992 um die Schifffahrtsgeschichte des Northern Territory und 1993 wurde dem Museum sein heutiger Name verliehen.

## Museumsangebote
Das Museum zeigt Kunst der Aborigines und Bildende Kunst, kunsthandwerkliche Artefakte, südostasiatische und ozeanische Kunst und Kunsthandwerk des Pazifiks, Meeresarchäologie, Geschichte des Northern Territory und Naturwissenschaftliche Arbeiten.
Eine Bibliothek beherbergt das Museum, die Peter Spillett Library, mit 10.000 Monographien, 1.000 Zeitschriften, Jahresberichten, Landkarten und audiovisuellen Materialien.
Das Museum, das sich in einem Park mit großen Bäumen und tropischen Palmen befindet, sucht die Verbindung zu seinen Besuchern und deshalb kann der Park auch für private Veranstaltungen Feiern bei Sonnenuntergang oder Heiratsfeiern angemietet werden.
Die Sammlung umfasst 30.000 Kunstwerke und Artefakte. Allgemein und weltweit bekannt ist vor allem das präparierte Krokodil Sweetheart, das zahlreiche Fischerboote angriff, die Insassen der Boote jedoch weitgehend ignorierte.
Ein besonders wichtiger Preis, der National Aboriginal & Torres Strait Islander Art Award, wird jährlich seit 1984 an Künstler der Aborigines and Torres Strait Islander in den Räumlichkeiten des Museums vergeben.